# Musica Studio’s
PT Musica Studio’s – indonezyjskie przedsiębiorstwo muzyczne z siedzibą w Dżakarcie. Powstało w 1968 roku pod nazwą Metropolitan Studio’s, a jego założycielem był Yamin Widjaja. W 1971 roku firma zmieniła nazwę na Musica Studio’s. Musica Studio’s znajduje się wśród największych wytwórni muzycznych w Indonezji.